# Бомарсунд
60°12′44″ пн. ш. 20°14′18″ сх. д. / 60.212222222222° пн. ш. 20.238333333333° сх. д.
Бомарсунд (Бомарзунд; фін. Bomarsund, швед. Bomarsund) — фортеця XIX століття, розташована у Фінляндії на території Аландських островів у муніципалітеті Сунд. Закладена у 1832 році Російською імперією на острові Аланд. Зруйнована в 1854 році англо-французьким флотом під час Кримської війни.

## Влаштування фортеці

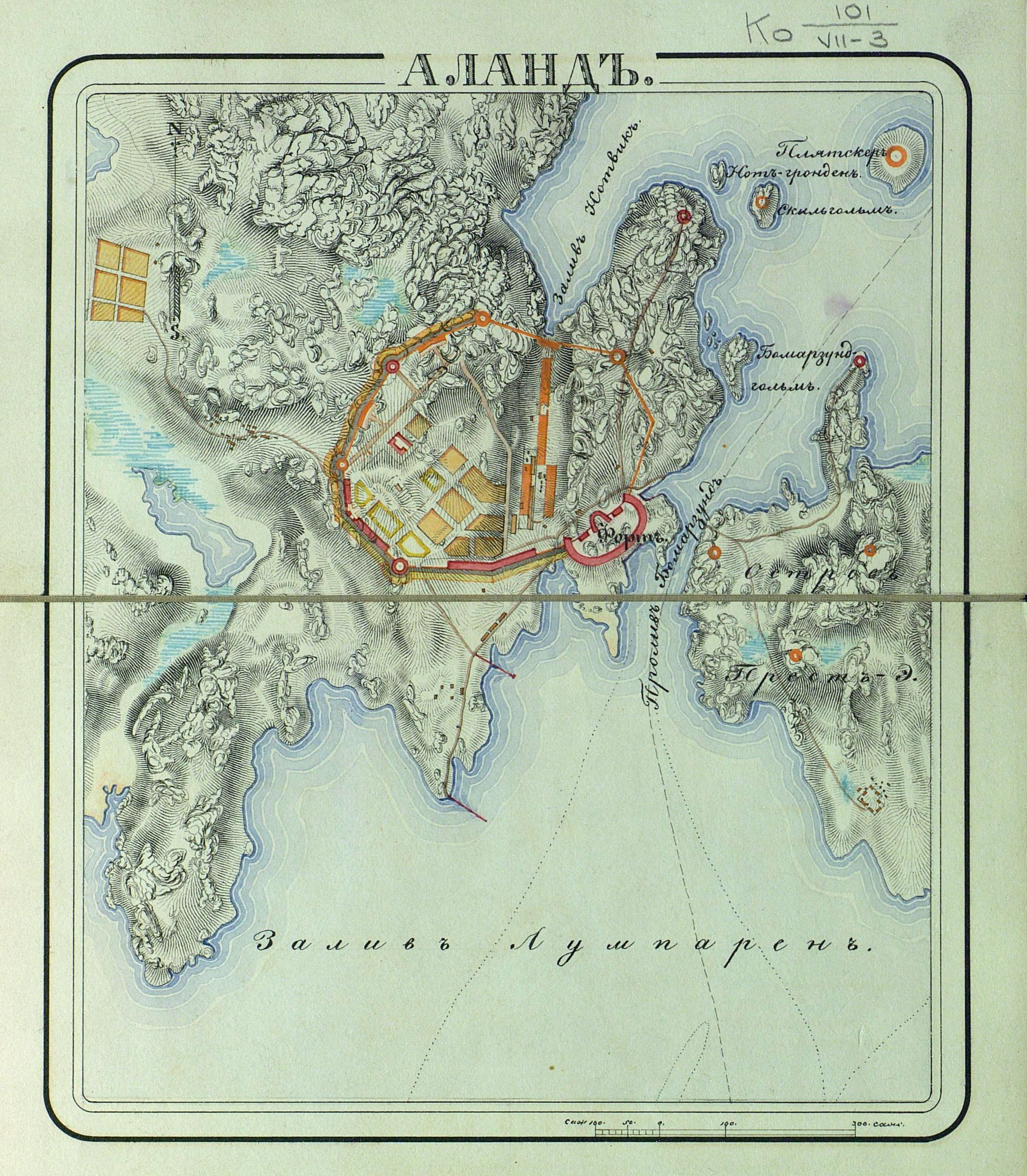

Спочатку планувалося створити укріплення в області Бомарсунда на основі бастіонної оборонної системи, відомої в Європі з початку XVI століття, а вже на початку XIX століття вважалася застарілою. Фортеця-бастіон будувалася на принципі глибокої оборони й мала кілька шарів ровів та земляних валів. Якщо ворог захоплював першу лінію оборони, захист міг бути продовжений з другої лінії, якщо другу — на третій і так далі.
Прийнятий же до будівництва план ґрунтувався на концепціях французького інженера Рене де Монталамбера| (фр. René de Montalembert), який уявляв облогу як бій артилеристів — у кого більша кількість гармат, той і володіє перевагою під час бою. Гармати встановлювали в будівлях, що складаються з декількох поверхів, що давало змогу подвоїти або потроїти їхню кількість. Ця система вимагала безлічі споруд із сотнями гармат і величезним гарнізоном для їх обслуговування.
Фортеця Бомарсунд була розташована на березі, а тому мала протистояти атакам з обох боків — з моря і землі. Щодо морських суден найкраще працює стратегія з великою кількістю гармат у низці окремих батарей, що означало, що судна не могли атакувати всі оборонні споруди за один раз. У сухопутних батарей над морськими батареями є головна перевага в нерухомій опорі, тому з моря фактично неможливо успішно атакувати добре складений кам'яний форт.
Для протистояння сухопутній армії необхідно ускладнити дію артилерії противника і просування його піхотинців, для чого потрібна оборонна стіна з гласисом. Головний принцип — більша кількість оборонних споруд покриває більшу площу для оборони, що зводить до мінімуму ризик того, що атака може бути спрямована в будь-яку окремо взяту точку.

### Система оборони

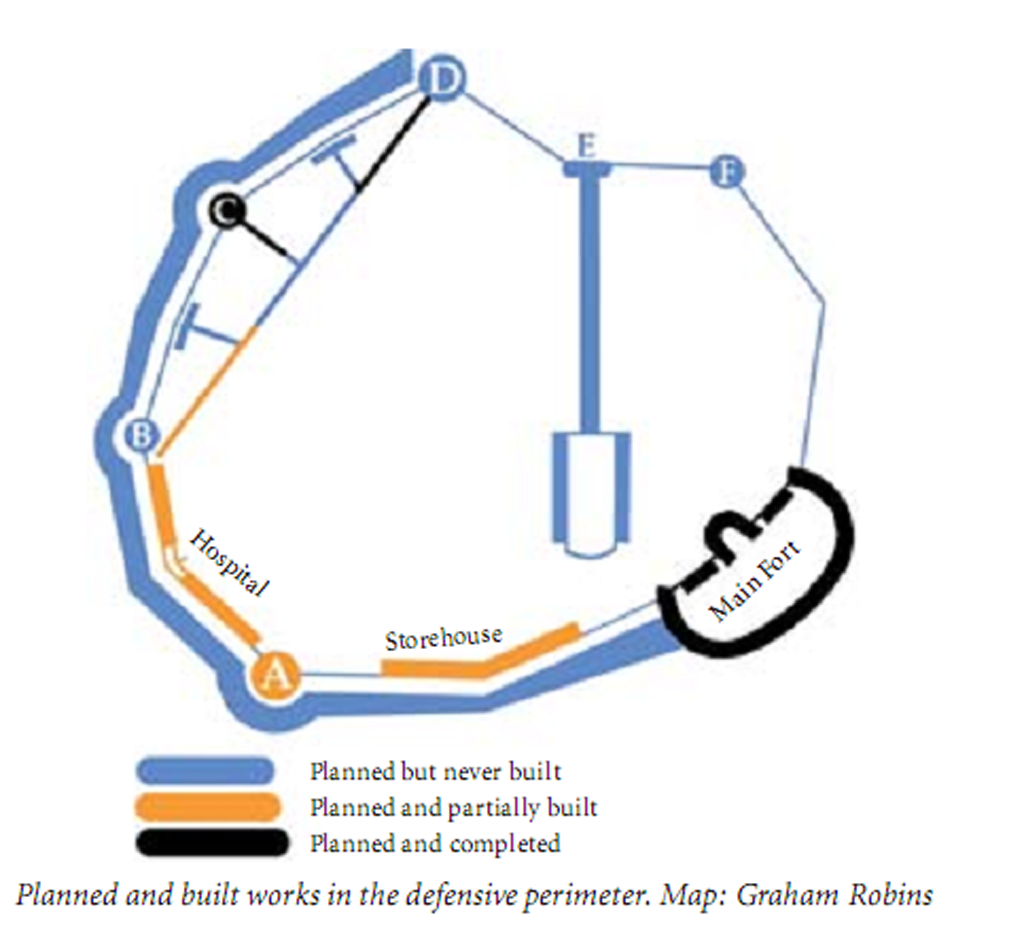
План фортеці

Система складається з оборонного пояса, основою якого є великий укріплений форт у формі замкнутого півкола діаметром 1100 м з довжиною стін, що перевищує 3000 м. Головний форт розташовувався в низині й напівкруглим боком був звернений до моря. Для підвищення обороноздатності у глибині острова на панівних висотах проєктувалася система веж. Очевидно, що вежі також були побудовані за системою Монталамбера та несли основне навантаження по обороні головного форту із суші. Загалом планувалося побудувати 6 веж, які мали охоплювати головний форт півколом з боку острова.
Від головного форту на південному сході розміщувалися (за годинниковою стрілкою): укріплений складзавдовжки 300 м, башта A, військовий госпіталь завдовжки 300 м, башта B, перша батарея, башта С, друга батарея, башта D, третя батарея, башта E, казарми для гарнізону і башта F. Усі окремі оборонні споруди мали бути пов'язані одна з одною стінами, перед якими розташовувався гласис, що захищав будівлі та стіни від гарматного вогню. Кожна укріплена будівля була заввишки у два поверхи, а оборонні вежі — заввишки у три поверхи, що давало змогу збільшити на 50 % кількість гармат, які могли бути спрямовані проти ворога. Загальна кількість планованих гармат становила 350 стволів.
До початку Кримської війни частково були побудовані тільки вежа A, госпіталь і склади. Повністю була побудована лише вежа С (фін. Brännklint). До будівництва вежі D, що розміщувалася на панівній висоті, тільки збиралися приступити.
На північ і схід від центральної фортеці планувалися ще сім оборонних веж, загалом зі 150 гарматами. Вони мали захищати територію від нападу флоту з півночі, і навіть від висадки десанту на острів Престе (фін. Prästö).

### Головний форт

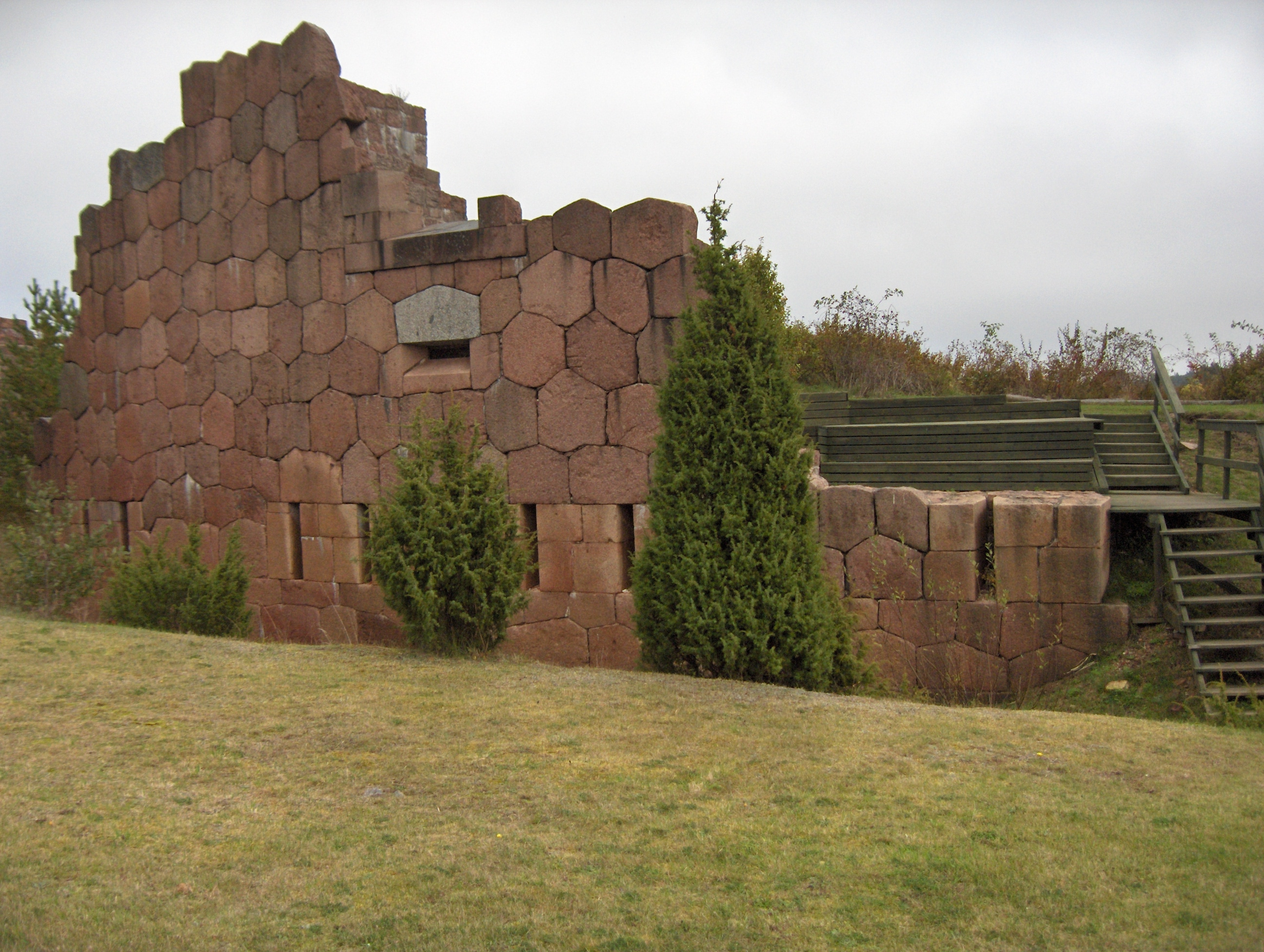
Руїни Головного Форту

Стіни форту були складені з цегли, зовнішній бік облицьований диким гранітом, що надавало споруді неприступного вигляду і своєрідної краси.
Головний форт складався зі 162 казематів, з яких 115 були призначені для розміщення в них гармат та їх розрахунків у складі восьми — десяти осіб. Знаряддя з великим калібром були встановлені на першому поверсі. В інших приміщеннях розміщувалися кухні, склади з продуктами та амуніцією, канцелярія. Тут також розташовувалися культові споруди для різних конфесій; найбільшою і найбагатшою була, звісно, православна. Під пандусами, що ведуть на другий поверх, знаходилися туалети, для постачання питної води були пробиті колодязі. У двох крилах форту приблизно 84 номери були віддані офіцерам та їхнім сім'ям. Загальна площа споруди становила близько 18 000 м².

### Башти Престе та Нотвік
З дванадцяти круглих башт були побудовані на Бомарсунді тільки три.
Башти на острові Престе та мисі Нотвік (фін. Notvik) забезпечували захист від військово-морського штурму з півночі. Аналогічно до Головного форту, ці вежі несли й функцію оборонних споруд, і функцію казарм. Кожна з них була запланована на 125 осіб.

### Башта «C»
Єдина добудована до початку воєнних дій башта з шести запланованих по периметру фортеці. Вона була аналогічної конструкції й тих самих розмірів, що й башти Престе і Нотвік, які охороняли протоку з півночі. Головною відмінністю цієї башти була наявність амбразур тільки з північного і західного боків, всередині ж оборонного периметра були звичайні вікна. Але оскільки периметр не був завершений, то вежа під час військових дій виявилася ізольованою і вразливою.

### Гарнізонне місто Скарпанс
Місто виросло як усередині, так і за межами оборонного периметра фортеці Бомарсунд. Перше місто, Старий Скарпанс, не було заплановане і з'явилося стихійно. Назва походить від ферми Скарпанс (фін. Skarpans), яка існувала на цьому місці до завоювання Російською імперією цієї землі. До кінця 1830-х років і протягом 1840-х років було розплановано нове поселення, зі строгим плануванням та широкими прямими дорогами — Новий Скарпанс. Тут мешкали військові та цивільні особи, у 1842 році було відбудовано адміністративні будівлі, у 1845 році відкрито школу, а також аптеку, крамниці та інші установи. Будинки були побудовані з деревини, з жовтими, синіми або сірими фасадами.
Навесні 1854 року, побоюючись нападу, населення міста було підготовлено до евакуації, і поступово місто було очищено від людей. 3 серпня 1854 року всі будівлі було спалено, щоб запобігти використанню їх як прикриття під час штурму ворогом. Скарпанс так ніколи й не був знову відновлений.

### Острів Престе
У початковий період будівництва фортеці Бомарсунд на острові Престе побудували військовий госпіталь, поруч із ним з'явилося приблизно 30 приватних будинків. Всі будівлі були знищені російським гарнізоном напередодні битви 1854 року.
Острів Престе також називали «Острів мертвих» у зв'язку з тим, що тут було створено шість місць для поховань. Спочатку з'явилися російські православні поховання, розташовані на західній стороні острова, потім з'явилися єврейські та мусульманські кладовища по сусідству. Наприкінці 1840-х років нові поховання з'явилися на східному боці острова: православні, лютеранські та католицькі.
Ймовірно, форт призначався для оборони зручної гавані та був військово-морською базою імперії поблизу Швеції. Очевидно, що без підтримки з моря і без сполучення з материком недобудована фортеця залишалася в ізольованому положенні та витримати довготривалу облогу була не в змозі.

## Історія

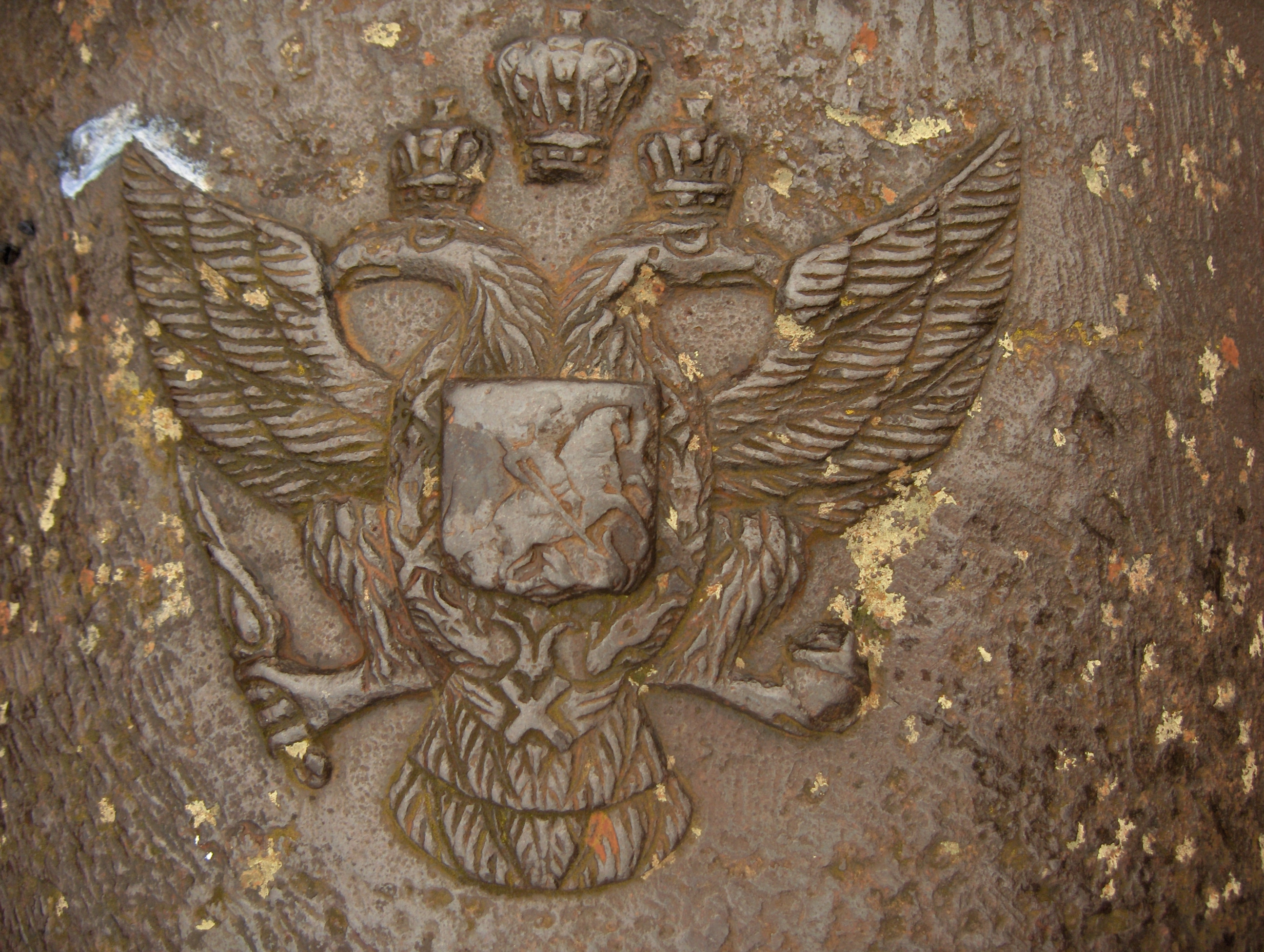
Герб Російської імперії на одній із гармат Бомарсунду

Після закінчення війни 1808—1809 року та укладанням Фрідріхсгамського мирного договору, Фінляндія та Аландські острови, які раніше належали Шведському королівству, стали частиною Російської імперії. Острови стали найзахіднішим форпостом імперії, на їхній території розмістили гарнізон і ухвалили рішення про будівництво тут військового форту.
Вже 1809 року російські інженери почали картографування території та проєктування нової фортеці. На східній стороні головного острова планувалися великі укріплення, які мали слугувати плацдармом, здатним витримати тривалу облогу, для посилення контингенту російських військ у Фінляндії. Місце домінує над основними каналами, що ведуть у бухту Лумпарн (фін. Lumparn), і дає контроль над цією природною гаванню. Один із каналів і був названий Бомарсунд. Протягом року всі основні підготовчі заходи для зведення форту було завершено: ліс на місці закладення форту вирубано, на острові Престе побудовано військовий госпіталь.
У зв'язку з Вітчизняною війною 1812 року і смертю російського полководця Барклая-де-Толлі, відповідального за зведення Бомарсунда, роботи зі зведення форту довелося зупинити.
Під час відвідування островів у 1820 році Микола Павлович, великий князь та інспектор фортець, вирішив відновити будівництво та замовив нові плани для зміцнення Бомарсунду.
Роботи на островах почалися в 1830 році з будівництва дерев'яних бараків та інших будівель для військового контингенту та ув'язнених, надісланих на острів для будівництва форту (загалом близько 1000 осіб)
1832 року почалося будівництво Головного Форту, воно тривало 12 років.
У 1839 році був розквартирований 11-й фінський батальйон і був зведений православний храм.
У 1842 році розпочато роботи зі зведення башти Престе, ще через два роки — башти Нотвік. Ці дві башти мали захищати Бомарсунд насамперед від морських нападів із півночі.
У 1846 році почалися роботи з будівництва нової лікарні та складів. Протягом наступних семи років були частково побудовані госпіталь, склади, перша, друга і четверті башти, але тільки третя («C») була завершена повністю. Подальше будівництво не могло бути продовжено, оскільки фортеця була переведена на воєнний стан.

### Битва за Бомарсунд

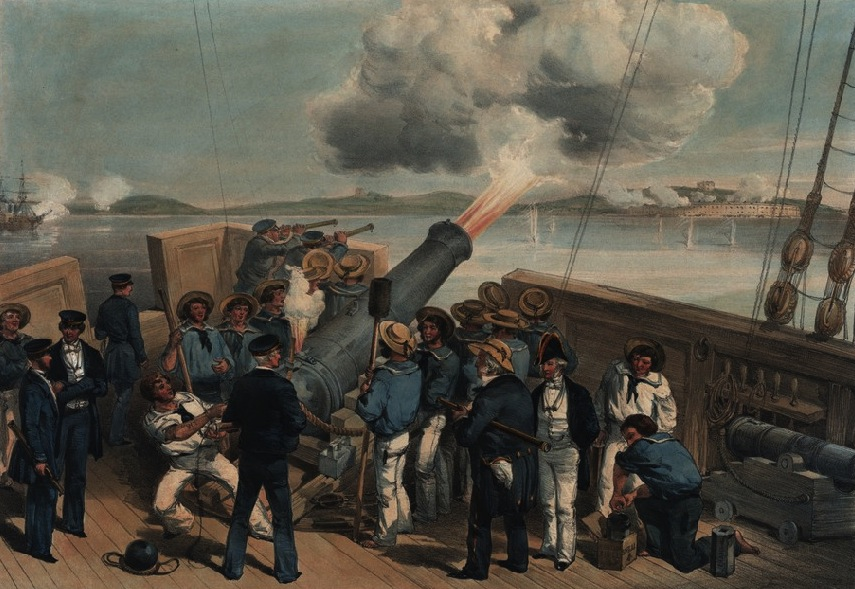
Бомбардування фортеці Бомарсунд з палуби судна HMS Bulldog під час Кримської війни, 15 серпня 1854 року. Худ. Вильям Симпсон

У Кримській війні, що почалася в 1853 році на боці Османської імперії, виступили Англія і Франція. Пізніше західні держави відкрили північний фронт, і до Фінської затоки вирушила об'єднана армада, щоб не дати російським кораблям відійти далеко від Кронштадта (у Лондоні побоювалися, що 28 лінійних кораблів Балтійського флоту вдарять по Великій Британії).
Балтійське море було заблоковане, Бомарсунд ізольовано. Битва йшла у серпні 1854 року між російськими військами, що оборонялися, і англо-французькою оперативною групою кораблів. У день, коли почався напад, у коменданта Бомарсунда, артилерійського полковника Бодіско, було в розпорядженні ((враховуючи офіцерів, писарів, нестрункові команди) 2175 осіб, але під рушницею та при гарматах було лише 1600 осіб. Нападників було близько 12 тисяч. Після чотирьох днів битви фортецю було взято. Пізніше фортеця була остаточно зруйнована, оскільки англійці хотіли перешкодити військовій діяльності Росії на островах.
З гарнізону у 2500 осіб було взято 2000 полонених, більшість із них були фіни. Три сотні фінських гренадерів, здебільшого снайперів, які захищали фортецю, були взяті в полон і відконвойовані до в'язниці Льюїс, Англія. Пізніше їм дозволили повернутися до Фінляндії. Бранці написали пісню про битву та своє ув'язнення — «Битва за Бомарсунд» (фін. Oolannin sota).
У 1856 році Паризький мирний договір присвоїв Аландським островам статус демілітаризованої зони, який зберігається і нині.
У Британії, в місті Льюїс (графство Східний Суссекс) і зараз стоїть пам'ятник, встановлений в 1878 російським імператором Олександром II в пам'ять про захисників Бомарсунда — 28 фінах, які померли в полоні в 1854 — 1856 роках у морській в'язниці Льюїса.

### Доля руїн

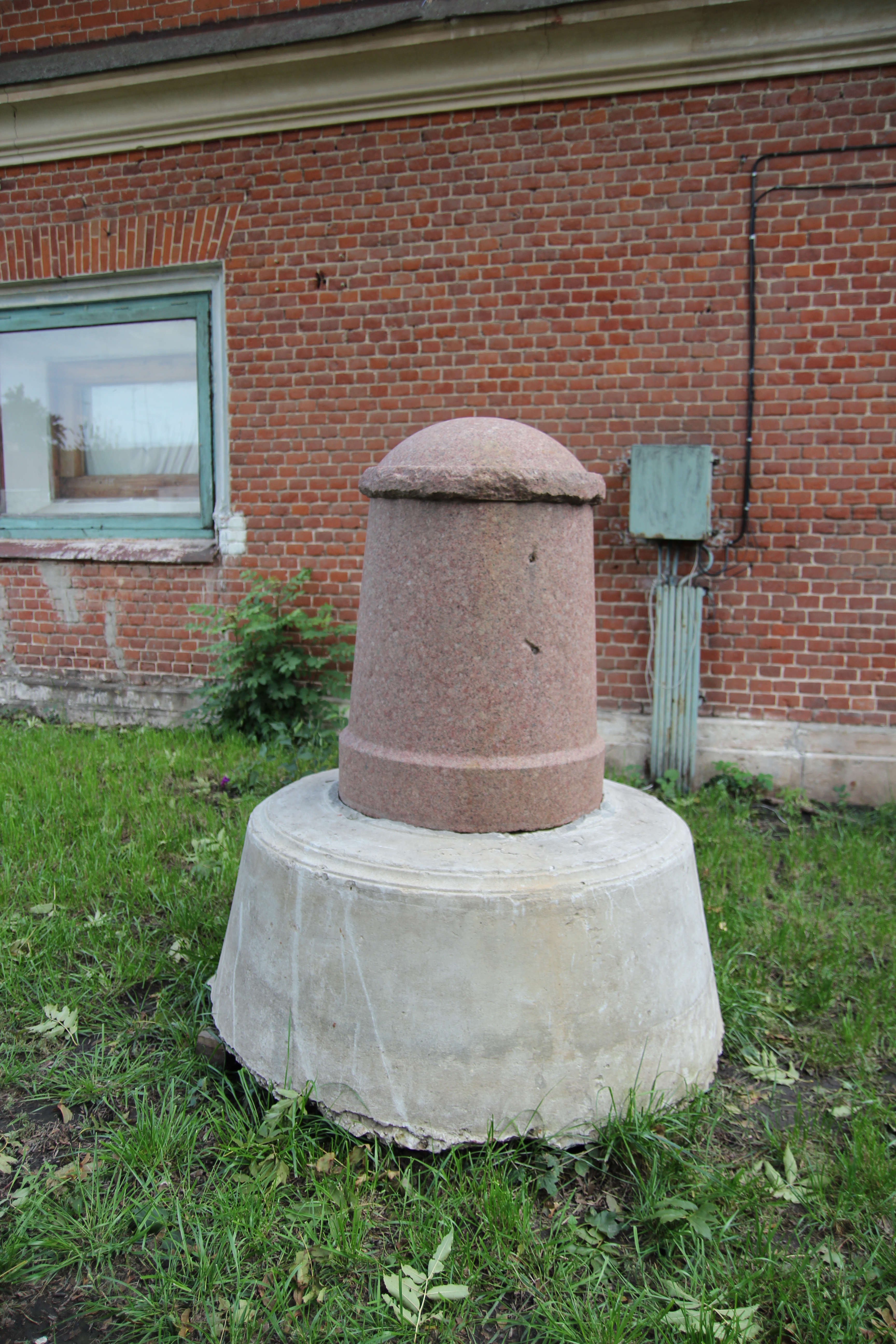
Дарницький камінь Бомарсунд Палац Ольденбурзьких (Рамонь)

Підірвані стіни Бомарсунда лягли у фундаменти багатьох будівель. З червоної цегли зводилися будинки на островах, їх використовували в закладеній невдовзі столиці архіпелагу. Православний Успенський собор у Гельсінкі теж побудований частково з бомарсундської цегли. Саме в Бомарсунді імператор Олександр II підписав дарчу, згідно з якою принцесі Ольденбурзькій відійшов маєток у селищі Рамонь Воронезькій губернії. Імовірно, як подарунок він відправив їй камінь з уламків фортеці з дарчим написом. Цей камінь був встановлений як пам'ятник перед замком, але в 1960-х — 1970-х роках провалився під землю. Він був знайдений тільки у 2011 році стараннями місцевих школярів та пошукової організації «Дон», причому без напису. Фортеця ніколи не була відновлена, хоча з напівзруйнованих стін у море, як і раніше, спрямовані жерла гармат.

### Дрібниці
У Нортумберленді, Англія, вугільна шахта та сусіднє село були названі на честь цієї фортеці після битви при Бомарсунді. Вугільна шахта закрилася в 1965 році.

## Поточний стан
Руїни замку є туристичною пам'яткою. Площа території становить 870 гектарів. Збереглися фрагменти гранітної стіни головного замку. Крім того, в руїнах залишилися чотири вежі замку. Поруч із головним замком та інколи в центрі території пасуться вівці, але люди можуть вільно пересуватися територією.
У старому лоцманському будиночку на острові Престе тривалий час у літні місяці працював Бомарсундський музей. 2022 року в безпосередній близькості від головної фортеці було побудовано новий центр для відвідувачів, який відтоді взяв на себе функції старого закритого музею, представляючи, зокрема, знайдені на околицях гарматні ядра й артефакти, залишені солдатами. Старий лоцманський будиночок Престе зараз стоїть порожній на східному боці нещодавно відновленого Бомарсундського мосту. Поруч із ним розташовані кемпінг і пляж.
Щорічно в серпні проходять Дні Бомарсунда з історичним ярмарком, театром і музикою.

## Галерея

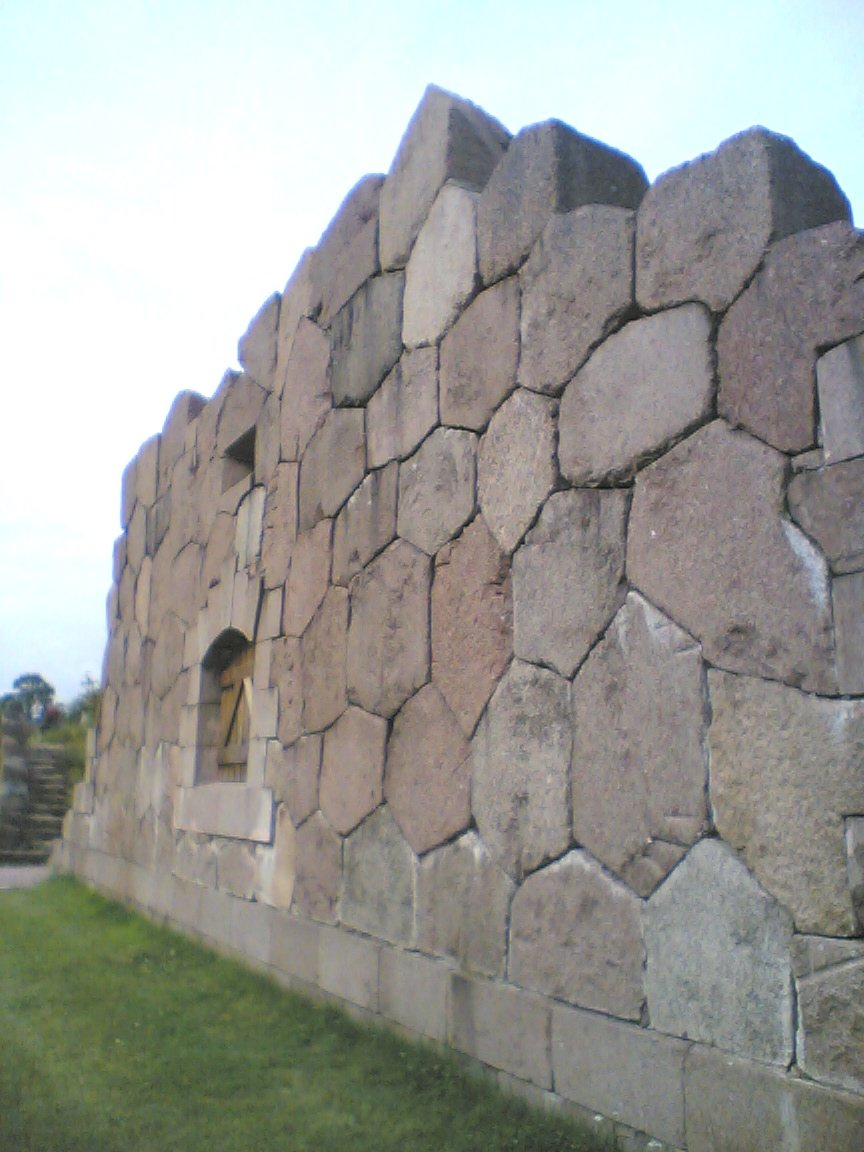
Руїни Бомарсунда.
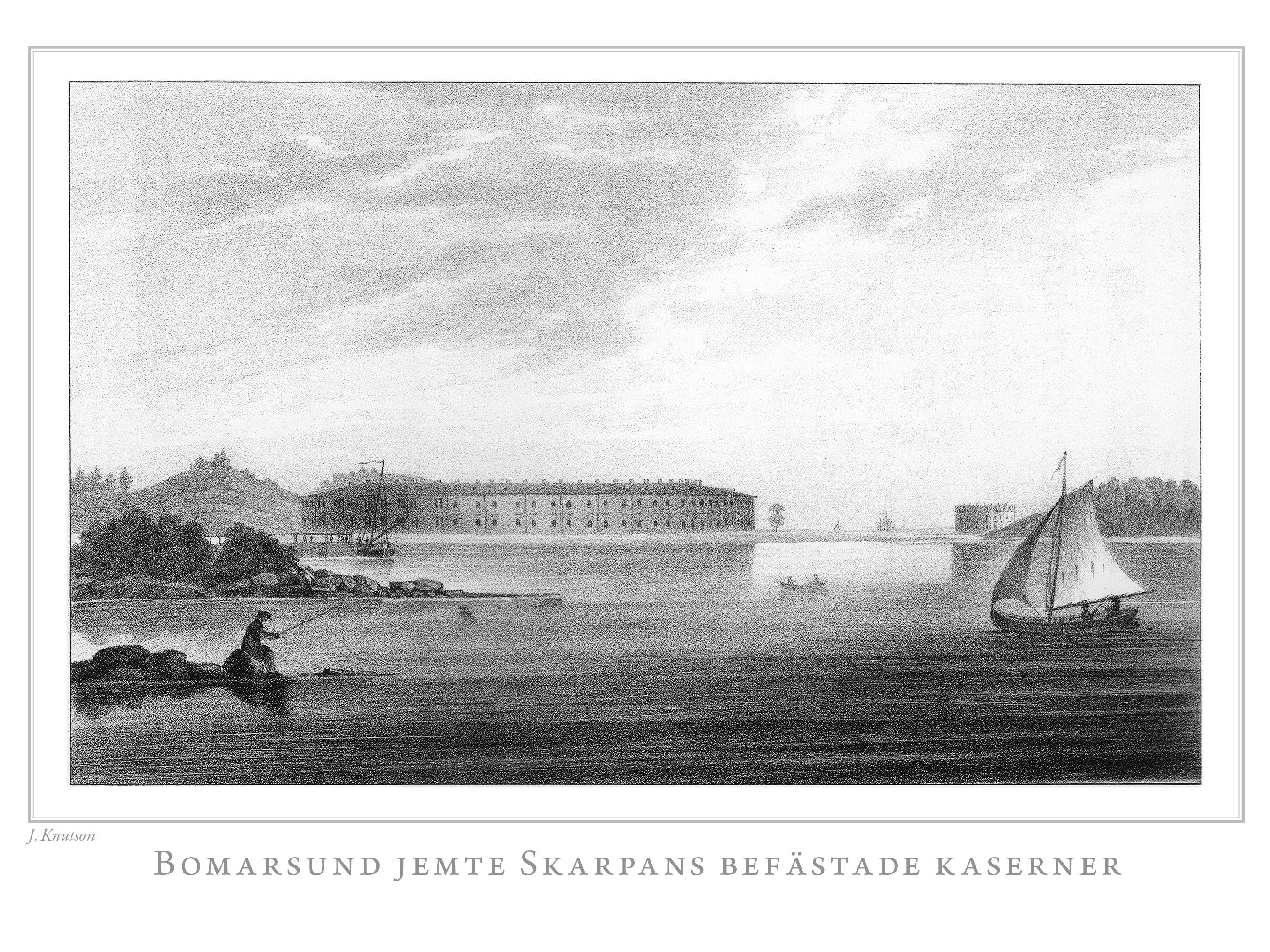
Літографія 1840-х років Бомарсунда та Скарпанса.
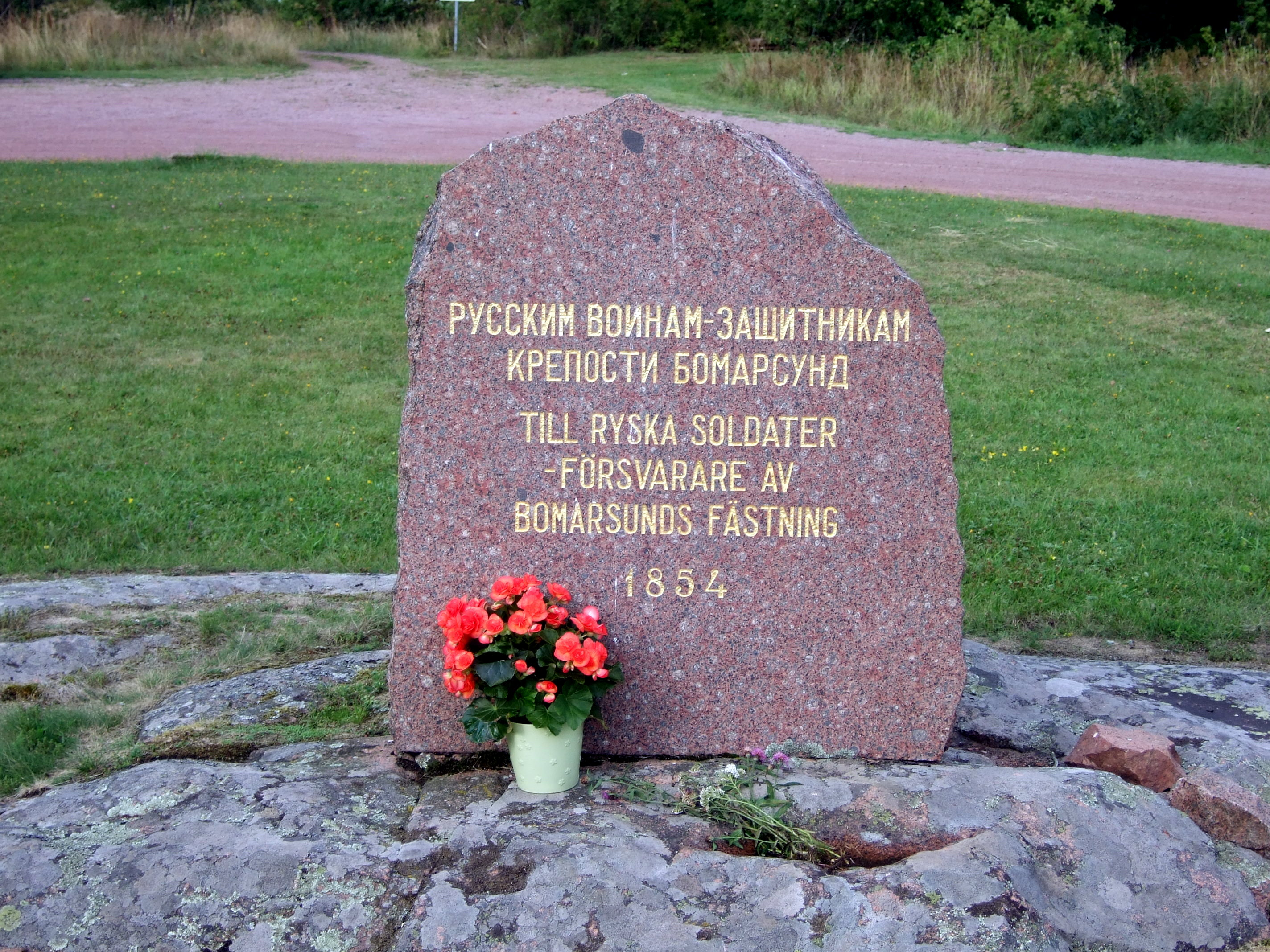
Пам'ятний камінь російським солдатам.
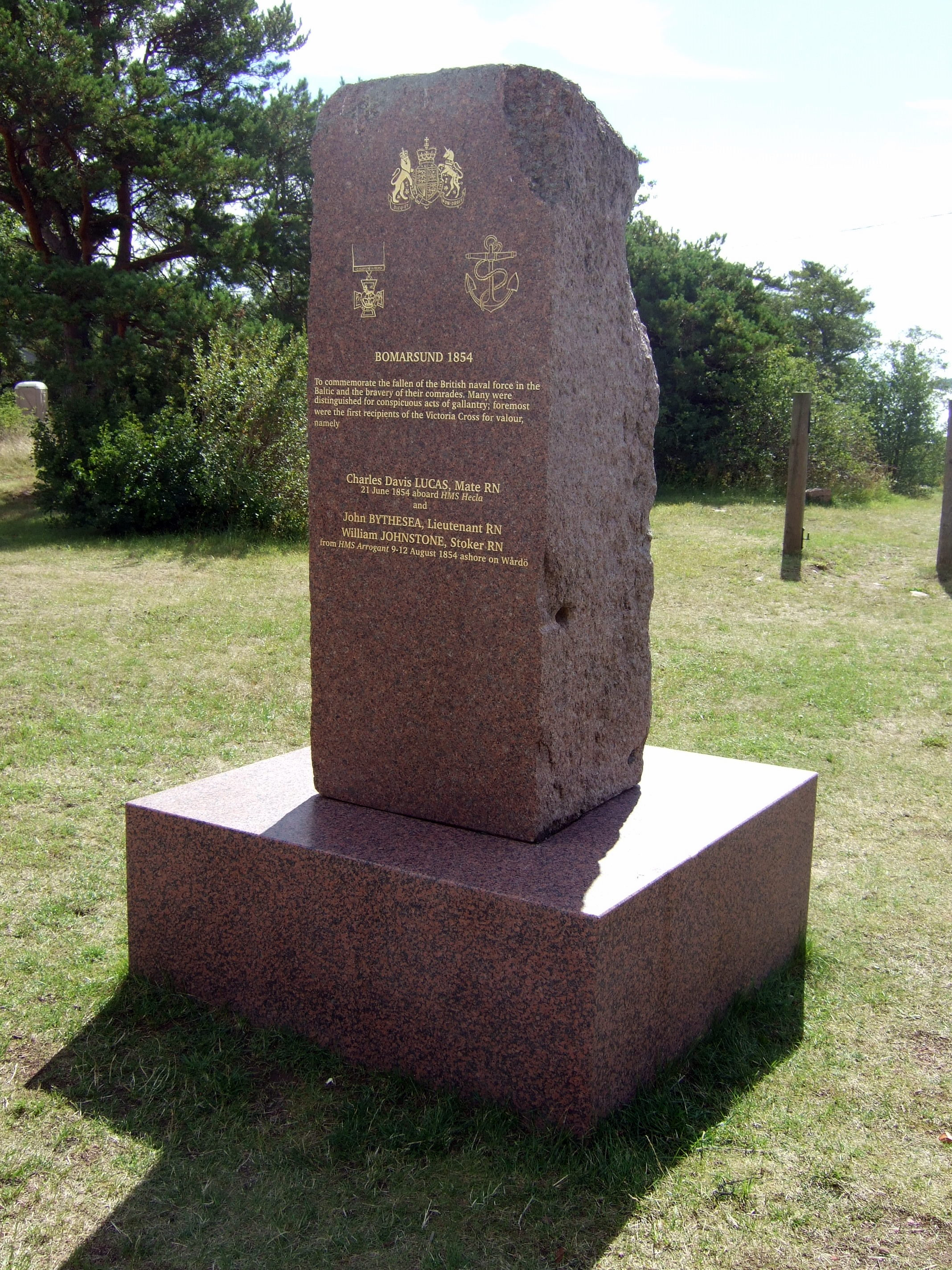
Пам'ятний камінь британським солдатам.
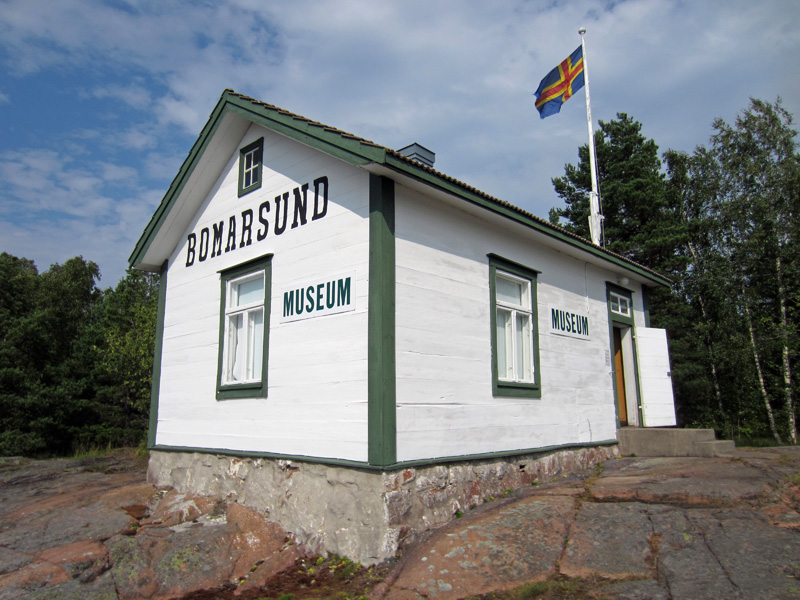
Колишній музей Бомарсунда
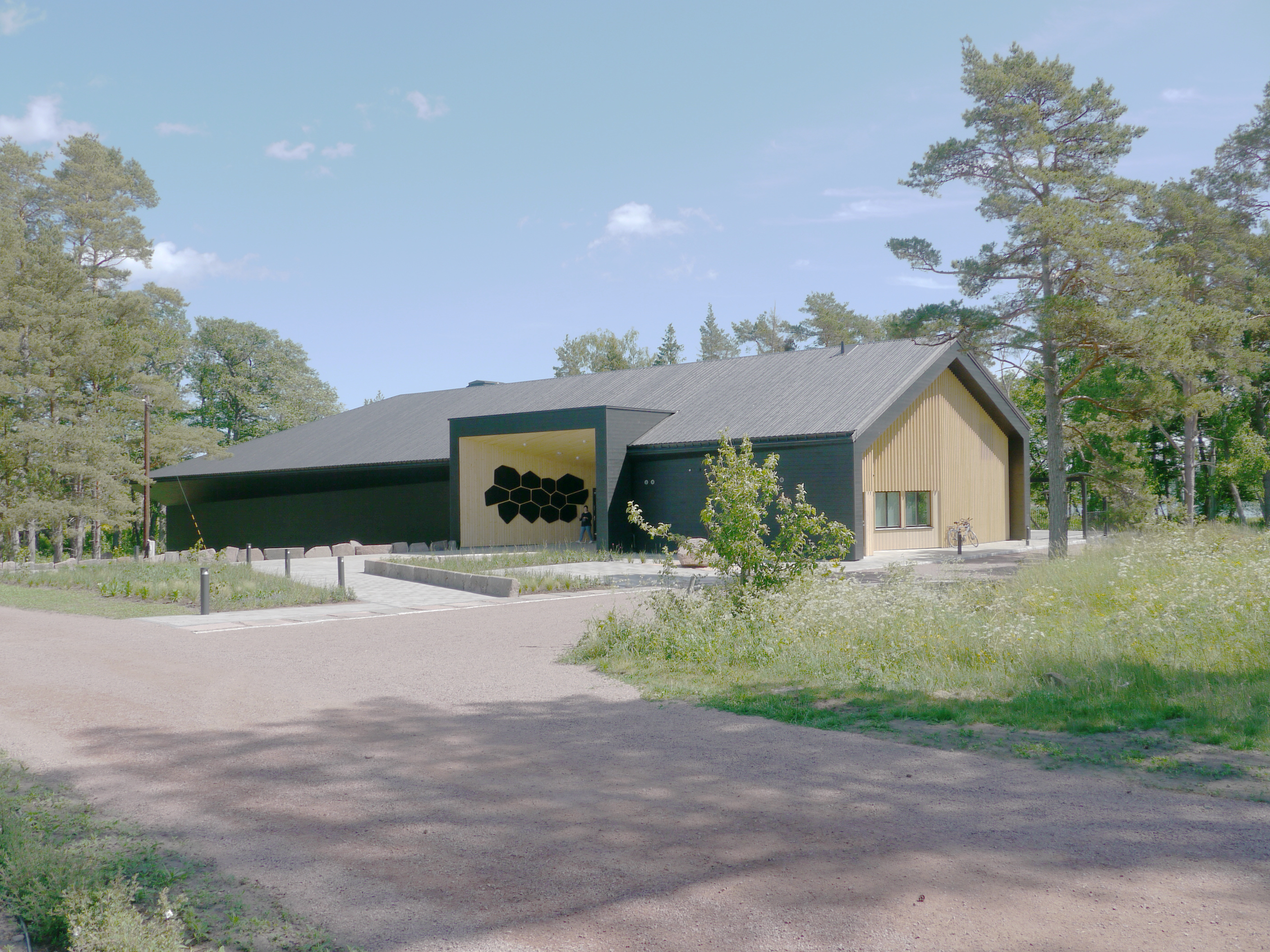
Новий музей Бомарсунда (з 2022 року)